# Eduardo Catroga
Eduardo de Almeida Catroga GCC (Abrantes, São Miguel do Rio Torto, 14 de novembro de 1942) é um gestor e administrador de empresas português.
Foi Ministro das Finanças do XII Governo Constitucional de Portugal.

## Biografia
Eduardo Catroga licenciou-se em Finanças no Instituto Superior de Ciências Económicas e Financeiras (atual ISEG), pertencente a Universidade Técnica de Lisboa (hoje Universidade de Lisboa), em 1966, tendo recebido o Prémio Alfredo da Silva (patrocinado pelo Grupo CUF) pela classificação mais elevada do curso e uma dezena de outros prémios escolares. Em 1979 frequentou o Program for Management Development, da Harvard Business School.
Teve uma longa carreira empresarial, de mais de 50 anos, feita essencialmente no sector privado. 
Começou em 1968, no Grupo CUF, então o maior grupo empresarial da Península Ibérica, onde foi diretor financeiro, diretor de planeamento e controlo, e, aos 31 anos, "chief financial officer" (CFO). A seguir ao 25 de abril de1974, na Quimigal - empresa publica onde foi agrupada a CUF estatizada - foi vice-presidente executivo, 1978 a 1980.
Entre 1981 e 1993 foi “chief executive officer” (CEO) da Sapec, uma empresa controlada pela familia belga Velge, com portfólio diversificado de negócios, mas centrado na área mineira, e com atividades operacionais em Portugal e noutros países. Na mesma empresa, em 1996 passou a desempenhar funções de vice-presidente e, depois, de presidente do Conselho de Administração, desde 2002 ate 2017.
Na década de 1980 foi ainda administrador não executivo da British Petroleum Portugal e presidente do conselho de administração da Celcat.
Por sua vez, na EDP, desempenhou, desde 2006, funções de membro do Conselho Geral e de Supervisão , e de presidente desse mesmo órgão, entre 2012 e 2017 (desde 2015, em representação da China Three Gorges, o maior acionista a título individual da empresa).
Desempenhou ainda funções de administrador não executivo na Nutrinveste - herdeira de parte do setor agroalimentar do antigo Grupo CUF - e no Banco Finantia; de membro do Comité de Investimento da PVCI (Portugal Venture Capital Iniciative), um fundo de fundos de investimento ligado ao Banco Europeu de Investimento.
Próximo do Partido Social Democrata, Eduardo Catroga integrou como Ministro das Finanças, o XII Governo Constitucional, o terceiro e último de Cavaco Silva, de dezembro de 1993 a outubro de 1995. 
Desempenhou ainda, e sempre como independente, duas outras missões políticas: em 2010 foi chefe da delegação do PSD que acordou com o governo socialista de José Sócrates a viabilização do Orçamento de Estado de 2011. Em meados de 2011, a convite do Presidente do PSD, coordenou a elaboração de proposta para o programa eleitoral deste partido às legislativas de junho de 2011.
Foi assistente do ISCEF, de 1968 a 1974, e professor catedrático convidado, de 1990 a 2006.
Em 2007 foi-lhe atribuído o Prémio Carreira de Economista, pela «Ordem dos Economistas». www.ordemeconomistas.pt e a distinção de Antigo Aluno do Ano, pelo ISEG. A 9 de Junho de 2006 foi agraciado pelo Presidente da República com a Grã-Cruz da Ordem Militar de Nosso Senhor Jesus Cristo. Em 2012 foi-lhe atribuído o grau de doutor honoris causa pela Universidade Técnica de Lisboa, hoje integrada na Universidade de Lisboa.
É irmão do historiador Fernando Catroga.

## Outras Funções (Actuais e Desempenhadas)
- Presidente da Associação dos Antigos Alunos do ISEG
- Presidente do Harvard Clube de Portugal
- Presidente da Associação das Empresas Portuguesas de Produtos Químicos
- Presidente do Conselho de Curadores da Fundação EDP
- Presidente da Fundação Económicas (ligada ao ISEG)

## Publicações
- Política Económica – 22 Meses no Ministério das Finanças (1995) e Intervenções sobre Política Económica (vol. I, Discursos e vol. II, Debates e Entrevistas, 1995), além de numerosos artigos em revistas da especialidade nas áreas da política económica, economia portuguesa e estratégia empresarial.